# Robert Fuest
Robert Fuest (Londra, 30 settembre 1927 – Londra, 21 marzo 2012) è stato un regista, sceneggiatore e scenografo inglese.
Autore soprattutto di film di carattere horror e fantasy.

## Filmografia

### Cinema
- Just Like a Woman (1967)
- Cime tempestose (Wuthering Heights) (1970)
- Il mostro della strada di campagna (And Soon the Darkness) (1971)
- L'abominevole dottor Phibes (The Abominable Dr. Phibes) (1971)
- Frustrazione (Dr. Phibes Rises Again) (1972)
- Alfa e omega, il principio della fine (The Final Programme) (1973)
- Il maligno (The Devil's Rain) (1975)
- Three Dangerous Ladies segmento The Island (1977)
- Afrodite (Aphrodite) (1982)

### Televisione

#### Serie TV
- Agente speciale (1968)
- Gli infallibili tre (1976)
- The Doombolt Chase (1978)
- ABC Afterschool Specials (1980)
- The Optimist (1984)
- C.A.T.S. Eyes (1985)